# Bitva u Courtrai
Bitva u Courtrai, nazývaná také bitva zlatých ostruh (nizozemsky Guldensporenslag, francouzsky Bataille des éperons d'or, nebo Bataille de Courtrai) proběhla 11. července 1302 poblíž města Kortrijk ve Flandrech. Datum bitvy je dnes oficiálním svátkem ve Vlámsku.
Francouzský král Filip IV. Sličný se při své velmocenské politice snažil získaz zásadní vliv v bohatých Flandrech. Proto využil povstání tzv. „jitřních hodinek“ v Bruggách, při kterém byli 8. května povražděni všichni Francouzi (byli rozpoznáni podle toho, že neuměli se správným přízvukem vyslovit Schild en vriend, „Štít a přítel“) a poslal do Flander trestnou výpravu. Elitní francouzské vojsko však zažilo 11. července v bitvě u Courtrai ponižující porážku od milicí flanderských městských komun. Bitvě se též říká „bitva zlatých ostruh“, protože v bitvě zahynulo neobvykle mnoho francouzských urozených rytířů a vlámská domobrana ozbrojená holemi zvanými goedendag získala jako trofej mnoho rytířských ostruh. Události jsou zobrazeny na tzv. oxfordské truhlici.